# The Magic Hour
The Magic Hour (ザ・マジックアワー?) è un film del 2008 scritto e diretto da Kōki Mitani.
Il film ha avuto un rifacimento intitolato Too Cool to Kill, film cinese presentato nel 2022 al Far East Film Festival.

## Trama
Noboru Bingo, gangster di piccolo calibro, viene colto dal suo capo in flagrante mentre si trova in atteggiamenti intimi con sua moglie, la giovane Mari Takachiho. Per avere salva la vita, è così costretto a ingaggiare un celebre sicario e a farlo lavorare alle dipendenze del suo capo; in preda alla disperazione e non sapendo come trovare un vero assassino, decide di assumere un attore, Taiki Murata. Quest'ultimo non si rende però conto della situazione, crede semplicemente di stare interpretando un particolare ruolo.

## Distribuzione
In Giappone l'opera è stata distribuita dalla Toho a partire dal 7 giugno 2008.